# Gmina Jeziorzany
Die Gmina Jeziorzany ist eine Landgemeinde im Powiat Lubartowski der Woiwodschaft Lublin in Polen. Ihr Sitz ist das gleichnamige Dorf.

## Gliederung
Zur Landgemeinde Jeziorzany gehören folgende neun Ortschaften mit einem Schulzenamt:
Blizocin
Jeziorzany
Krępa
Nowiny Przytockie
Przytoczno
Skarbiciesz
Stawik
Stoczek Kocki
Walentynów
Wola Blizocka